# Troadio Duarte
Troadio Daniel Duarte (Villarrica, Departamento de Guairá, 3 de abril de 1977) es un exfutbolista y entrenador paraguayo. En su época de jugador se desempeñaba como lateral izquierdo, actualmente dirige a Sol de América de la Primera División de Paraguay.

## Selección nacional
Ha sido internacional con la Selección de fútbol de Paraguay en encuentros de carácter amistosos. Jugó el sudamericano sub-20 de Chile 1997.

## Como jugador
| Club                   | País      | Año       |
| ---------------------- | --------- | --------- |
| Olimpia                |           | 1996-1997 |
| Guarani                | Paraguay  | 1998-1999 |
| Sol de América         | Paraguay  | 2000-2002 |
| Sportivo Luqueño       | Paraguay  | 2003      |
| San Lorenzo de Almagro | Argentina | 2004      |
| Nacional               | Paraguay  | 2004-2007 |
| Barcelona              | Ecuador   | 2007      |
| 3 de Febrero           | Paraguay  | 2008-2009 |
| Macará                 | Ecuador   | 2009      |
| Total Chalaco          | Perú      | 2009      |
| Sport Huancayo         | Perú      | 2010      |
| 3 de Febrero           | Paraguay  | 2011      |
| Sport Colombia         | Paraguay  | 2012-2013 |

### Como entrenador
| Club                  | País     | Año           |
| --------------------- | -------- | ------------- |
| Guaireña              | Paraguay | 2018-2022     |
| General Caballero JLM | Paraguay | 2023          |
| Guaireña FC           | Paraguay | 2024          |
| Sol de América        | Paraguay | 2024          |
| General Caballero JLM | Paraguay | 2024          |
| Sol de América        | Paraguay | 2025-presente |